# Kelvin Edward Felix
Pour les articles homonymes, voir Felix.
Kelvin Edward Felix, né le 15 février 1933 à Roseau à la Dominique et mort le 30 mai 2024 à Castries (Sainte-Lucie), est un ecclésiastique catholique dominiquais, archevêque émérite de Castries à Sainte-Lucie depuis 2008. Le 22 février 2014, il est créé cardinal par le pape François et devient alors le premier cardinal antillais de l'histoire de l'Église catholique.

## Biographie
Ordonné prêtre le 8 avril 1956 pour le diocèse de Roseau à la Dominique, Kelvin Edward Felix reprend des études en 1962 à l'université Saint-Francis-Xavier d'Antigonish au Canada, puis à l'université Notre-Dame aux États-Unis où il obtient une maîtrise en sociologie et en anthropologie. Il suit ensuite un  cycle postgrade en sociologie à l'université de Bradford en Angleterre, cycle qu'il conclut en 1970.
De retour en Dominique, il assure la direction du lycée catholique de l'île de 1972 à 1975, puis est nommé secrétaire général associé de la conférence des Églises des Caraïbes, fonction qu'il occupe jusqu'en 1981.

### Archevêque
Kelvin Edward Felix est nommé archevêque de Castries à Sainte-Lucie le 17 juillet 1981 par Jean-Paul II. Il reçoit l'ordination épiscopale le 5 octobre suivant des mains de Paul Fouad Tabet, nonce apostolique à Trinité-et-Tobago (en), à la Barbade (en), en Jamaïque (en) et aux Bahamas (en), avec comme co-consécrateurs Gordon Anthony Pantin (de) et Samuel Emmanuel Carter (de).
Il préside la conférence des Églises des Caraïbes de 1981 à 1986 et la conférence épiscopale des Antilles de 1991 à 1997.
Approchant de la limite d'âge, Kevin Felix demande au Vatican la nomination d'un coadjuteur qu'il obtient le 19 juillet 2007 en la personne de Robert Rivas. Il se retire le jour de ses 75 ans, le 15 février 2008.

### Cardinal
Le 12 janvier 2014, le pape François annonce au cours de l’Angélus sa création comme cardinal qui a lieu le 22 février suivant en même temps que celle de 18 autres prélats. Kelvin Edward Felix fait partie des trois prélats qui ne seront pas cardinaux électeurs du fait de leur âge. Il reçoit comme titre cardinalice la paroisse Santa Maria della Salute a Primavalle, dont il prend officiellement possession le 31 mai.

## Succession apostolique
Kelvin Edward Felix a ordonné les évêques suivants :
- Archevêque Edward Joseph Gilbert (en), C.SS.R. (1994)
- Archevêque Gabriel Malzaire (2002)